# Hoya retusa
Hoya retusa ist eine Pflanzenart der Gattung der Wachsblumen (Hoya) aus der Unterfamilie der Seidenpflanzengewächse (Asclepiadoideae).

## Merkmale
Hoya retusa ist eine epiphytisch wachsende, kletternde oder hängende Pflanze. Sie bildet im Querschnitt runde Triebe mit einem Durchmesser von zwei Millimetern. Junge Triebe sind grün mit purpurfarbenen Flecken, ältere Triebe sind grau und im Bereich der Knoten (Nodien) spärlich behaart; ansonsten sind die Triebe kahl. Die Blätter sitzen in Gruppen nahe an und um die Knoten herum, Die Zwischenknotenbereiche (Internodien) sind ohne Blätter. Die Blätter besitzen bis zu 5 mm lange, im Querschnitt runde Stiele. Sie sind grünlich mit purpurfarbenen Flecken und kahl. Die Blattspreiten sind linealisch 4,5 bis 5 mm lang bei einer Breite von 0,5 cm. Die Basis läuft spitz in den Stiel aus, der Apex ist verkehrt-herzförmig. Sie sind dickfleischig und kahl. In die blassgrüne Farbe sind purpurfarbene Flecke eingestreut. Die Unterseite weist eine Längsrinne auf, Die Tragblätter sind winzig und stumpf-dreieckig, der Rand ist bewimpert.
Die Blüten stehen einzeln oder in sehr kleinen Gruppen bis zu drei Blüten zusammen. Meist sind mehrere einzeln stehende Blüten gleichzeitig offen. Der Blütenstiel ist im Querschnitt rund, 7 bis 8 mm lang und kahl. Die Kelchblätter sind länglich-elliptisch, 1,5 mm lang und 1 mm breit. Sie sind schwach zugespitzt und an der Unterseite schwach flaumig behaart. Die Oberseite ist drüsig ausgebildet. Die Blüte ist sternförmig ausgebreitet und besitzt einen Durchmesser von 1,2 bis 1,5 cm. Die Kronblattzipfel sind dreieckig und spitz auslaufend, und bis 5 mm lang. Sie sind glänzendweiß und samtig flaumhaarig, die Spitzen sind meist zurück gebogen. Die Nebenkrone hat 5 mm Durchmesser und ist rosa bis dunkelpurpurfarben. Die Zipfel der Nebenkrone sind länglich-eiförmig. Der äußere Fortsatz ist breit und spitz zulaufend, und aufsteigend, Der innere Fortsatz ist spitz und aufsteigend. Der Griffelkopf ist flach. Die Blüten duften nur schwach. Das Pollinarium besteht aus dem zentralen Corpusculum und den zwei seitlichen, durch kurze Translatorarme verbundenen Pollinien. Die Pollinien sind abgeflacht-länglich, messen 4 mm in der Länge und 2 mm in der Breite. Das Corpusculum misst 3 mm in der Länge und 1 mm in der Breite.

## Ähnliche Arten
Die Art ist aufgrund der eigenartigen Blattform gut zu identifizieren. Sie ist verwandt mit Hoya paucifora, die ebenfalls eine weiße Blütenkrone und eine purpurfarbene Nebenkrone besitzt.

## Geographische Verbreitung und Habitat
Hoya retusa kommt in Indien (Assam) in etwas kühleren Flachlandwäldern sowie in Indonesien (Sulawesi) vor.

## Taxonomie
Das Taxon wurde 1852 von Nicol Alexander Dalzell im 4. Band von Hooker's journal of botany and Kew Garden miscellany publiziert.